# Laserpitium emilianum
Laserpitium emilianum är en flockblommig växtart som beskrevs av Marie Louis Emberger. Laserpitium emilianum ingår i släktet spenörter, och familjen flockblommiga växter. Inga underarter finns listade i Catalogue of Life.